# Armel Bella-Kotchap
Armel Bella-Kotchap (født 11. december 2001) er en tysk professionel fodboldspiller, som spiller for Eredivisie-klubben PSV, hvor han er lånt til fra Southampton, og Tysklands landshold.

## Klubkarriere

### VfL Bochum
Bella-Kotchap begyndte sin karriere hos VfL Bochum, hvor han gjorde sin professionelle debut i april 2019.

### Southampton
Bella-Kotchap skiftede i juni 2022 til Southampton.

#### Leje tl PSV
Bella-Kotchap blev lejet til hollandske PSV i september 2023.

## Landsholdskarriere

### Ungdomslandshold
Bella-Kotchap har repræsenteret Tyskland på flere ungdomsniveauer.

### Seniorlandshold
Bella-Kotchap debuterede for Tysklands landshold den 26. september 2022.

## Privat
Bella-Kotchap er født i Paris, Frankrig, og er søn af den tidligere camerounske fodboldspiller Cyrille Florent Bella. Han flyttede med sin familie til Tyskland som barn.

## Titler
VfL Bochum
- 2. Bundesliga: 1 (2020-21)